# Mongkol Jitsa-Ngiem
Mongkol Jitsa-Ngiem (6 de octubre de 1989) es un deportista tailandés que compitió en bochas adaptadas. Ganó una medalla de oro en los Juegos Paralímpicos de Londres 2012 en la prueba de equipo mixto (clase BC1-2).

## Palmarés internacional
| Juegos Paralímpicos | Juegos Paralímpicos   | Juegos Paralímpicos | Juegos Paralímpicos |
| Año                 | Lugar                 | Medalla             | Prueba              |
| ------------------- | --------------------- | ------------------- | ------------------- |
| 2012                | Londres (Reino Unido) | Medalla de oro      | Equipo BC1-2 mixto  |